# Schafferreith
Die Schafferreith ist eine 137 Hektar große Alm in der Gemeinde Hinterstoder im österreichischen Bundesland Oberösterreich. Die Alm liegt an der Westflanke der Großen Scheibe in einer Seehöhe von 1000 m ü. A.. Auf einer Weidefläche von 65 Hektar werden 70 Jung- und Galtrinder gehalten. Grundeigentümer ist die Herzog von Württembergische Forstverwaltung. 13 Genossenschafter sind in der Weidegenossenschaft Hinterstoder organisiert und besitzen Servitutsrechte. Das Almgebiet ist über eine Forststraße und Wanderwege erreichbar.